# Плей-оф Ліги Європи УЄФА 2017—2018
Ця стаття містить інформацію про стадії плей-оф Ліги Європи УЄФА 2017/18.
У плей-оф беруть участь 32 клуби: 24 клуби, що зайняли перші два місця в групах на груповому етапі, і 8 клубів, що посіли треті місця на груповому етапі Ліги чемпіонів. Вони боролись за право зіграти у фінальному матчі на «Парк Олімпік Ліон» за головний трофей турніру
Час до 24 березня 2018 року (раунди 1/16 і 1/8 фіналу) вказані за CET (UTC+1), після чого (чвертьфінали і далі) — CEST (UTC+2).

## Календар змагань
Графік етапу плей-оф виглядає наступним чином (всі жеребкування проводяться у штаб-квартирі УЄФА в Ньйоні, Швейцарія).
| Раунд       | Жеребкування    | Перший матч                                | Другий матч                                |
| ----------- | --------------- | ------------------------------------------ | ------------------------------------------ |
| 1/16 фіналу | 11 грудня 2017  | 15 лютого 2018                             | 22 лютого 2018                             |
| 1/8 фіналу  | 23 лютого 2018  | 8 березня 2018                             | 15 березня 2018                            |
| Чвертьфінал | 16 березня 2018 | 5 квітня 2018                              | 12 квітня 2018                             |
| Півфінал    | 13 квітня 2018  | 26 квітня 2018                             | 3 травня 2018                              |
| Фінал       | 13 квітня 2018  | 16 травня 2018 року на «Парк Олімпік Ліон» | 16 травня 2018 року на «Парк Олімпік Ліон» |

Матчі також могли проходити по вівторках або середах замість четверга через конфлікти планування.

## Формат
Кожен етап плей-оф, крім фіналу, проходив у два матчі — вдома і не виїзді. Команда, яка забила більше голів за сумою двох матчів, проходить до наступного раунду. Якщо сумарна кількість голів є рівною, застосовується правило виїзного гола, тобто команда, яка забила більше голів в гостях, вважається переможцем протистояння. Якщо за цим показником також рівний результат, то призначається два додаткових тайми по 15 хвилин. Правило виїзних голів застосовується і після додаткового часу, тобто, якщо впродовж додаткового часу були забиті голи, а сумарний рахунок лишається рівним, далі проходять гості завдяки більшій кількості виїзних голів. Якщо протягом додаткового часу не було забито жодного голу, то призначаються післяматчеві пенальті. У фіналі, який проходить в один матч на нейтральному полі, застосовуються аналогічні способи виявлення переможця.
Для жеребкування 1/16 фіналу дванадцять переможців груп Ліги Європи і чотири найкращі треті місця групового етапу Ліги чемпіонів отримують статус «сіяних». У жеребкуванні вони отримають в суперники «несіяні» команди, причому «сіяні» команди проводять другу гру вдома. Команди з однієї групи або асоціації не можуть зіграти на цьому етапі один проти одного. Починаючи з наступного етапу 1/8 фіналу жеребкування стає сліпим без жодних обмежень.
17 липня 2014 року аварійна комісія УЄФА ухвалила рішення про те, що українські та російські клуби не можуть зустрітися між собою «до подальшого повідомлення» через військовий конфлікт між країнами.

## Учасники

### Команди, що пройшли груповий етап Ліги Європи
| Ключ до кольорів      |
| --------------------- |
| Сіяні в 1/16 фіналу   |
| Несіяні в 1/16 фіналу |

| Група | Переможець | 2-ге місце    |
| ----- | ---------- | ------------- |
| A     | Вільярреал | Астана        |
| B     | Динамо     | Партизан      |
| C     | Брага      | Лудогорець    |
| D     | Мілан      | АЕК           |
| E     | Аталанта   | Ліон          |
| F     | Локомотив  | Копенгаген    |
| G     | Вікторія   | Стяуа         |
| H     | Арсенал    | Црвена Звезда |
| I     | Ред Булл   | Марсель       |
| J     | Атлетік    | Естерсунд     |
| K     | Лаціо      | Ніцца         |
| L     | Зеніт      | Реал Сосьєдад |

### Команди, що вибули з Ліги чемпіонів
| Ключ до кольорів |
| ---------------- |
| Сіяні в 1/16     |
| Несіяні в 1/16   |

| Група | Клуб                | В | Н | П | М     | ±   | Очок |
| ----- | ------------------- | - | - | - | ----- | --- | ---- |
| A     | ЦСКА                | 3 | 0 | 3 | 8-10  | -2  | 9    |
| C     | Атлетіко            | 1 | 4 | 1 | 5-4   | +1  | 7    |
| G     | РБ Лейпциг          | 2 | 1 | 3 | 10-11 | -1  | 7    |
| D     | Спортінг (Лісабон)  | 2 | 1 | 3 | 8-9   | -1  | 7    |
| F     | Наполі              | 2 | 0 | 4 | 11-11 | 0   | 6    |
| E     | Спартак (Москва)    | 1 | 3 | 2 | 9-13  | -4  | 6    |
| B     | Селтік              | 1 | 0 | 5 | 5-18  | -13 | 3    |
| H     | Боруссія (Дортмунд) | 0 | 2 | 4 | 7-13  | -6  | 2    |

## Матчі

### Турнірна сітка
| 1/16 фіналу         | 1/16 фіналу | 1/16 фіналу | 1/16 фіналу |  |           | 1/8 фіналу              | 1/8 фіналу | 1/8 фіналу | 1/8 фіналу |  |  | 1/4 фіналу         | 1/4 фіналу | 1/4 фіналу | 1/4 фіналу |  |  | 1/2 фіналу   | 1/2 фіналу | 1/2 фіналу | 1/2 фіналу |  |  | Фінал    | Фінал |
|                     |             |             |             |  |           |                         |            |            |            |  |  |                    |            |            |            |  |  |              |            |            |            |  |  |          |       |
| Наполі              | 1           | 2           | 3           |  |           |                         |            |            |            |  |  |                    |            |            |            |  |  |              |            |            |            |  |  |          |       |
| РБ Лейпциг          | 3           | 0           | 3           |  |           | РБ Лейпциг              | 2          | 1          | 3          |  |  |                    |            |            |            |  |  |              |            |            |            |  |  |          |       |
| Селтік              | 1           | 0           | 1           |  | Зеніт     | 1                       | 1          | 2          |            |  |  |                    |            |            |            |  |  |              |            |            |            |  |  |          |       |
| Зеніт               | 0           | 3           | 3           |  |           |                         |            |            |            |  |  | РБ Лейпциг         | 1          | 2          | 3          |  |  |              |            |            |            |  |  |          |       |
| Спартак (Москва)    | 1           | 2           | 3           |  |           |                         |            |            |            |  |  | Марсель            | 0          | 5          | 5          |  |  |              |            |            |            |  |  |          |       |
| Атлетік             | 3           | 1           | 4           |  |           | Атлетік                 | 1          | 1          | 2          |  |  |                    |            |            |            |  |  |              |            |            |            |  |  |          |       |
| Марсель             | 3           | 0           | 3           |  | Марсель   | 3                       | 2          | 5          |            |  |  |                    |            |            |            |  |  |              |            |            |            |  |  |          |       |
| Брага               | 0           | 1           | 1           |  |           |                         |            |            |            |  |  |                    |            |            |            |  |  | Марсель (дч) | 2          | 1          | 3          |  |  |          |       |
| Стяуа               | 1           | 1           | 2           |  |           |                         |            |            |            |  |  |                    |            |            |            |  |  | Ред Булл     | 0          | 2          | 2          |  |  |          |       |
| Лаціо               | 0           | 5           | 5           |  |           | Лаціо                   | 2          | 2          | 4          |  |  |                    |            |            |            |  |  |              |            |            |            |  |  |          |       |
| АЕК                 | 1           | 0           | 1           |  | Динамо    | 2                       | 0          | 2          |            |  |  |                    |            |            |            |  |  |              |            |            |            |  |  |          |       |
| Динамо              | 1           | 0           | 1           |  |           |                         |            |            |            |  |  | Лаціо              | 4          | 1          | 5          |  |  |              |            |            |            |  |  |          |       |
| Боруссія (Дортмунд) | 3           | 1           | 4           |  |           |                         |            |            |            |  |  | Ред Булл           | 2          | 4          | 6          |  |  |              |            |            |            |  |  |          |       |
| Аталанта            | 2           | 1           | 3           |  |           | Боруссія (Дортмунд)     | 1          | 0          | 1          |  |  |                    |            |            |            |  |  |              |            |            |            |  |  |          |       |
| Реал Сосьєдад       | 2           | 1           | 3           |  | Ред Булл  | 2                       | 0          | 2          |            |  |  |                    |            |            |            |  |  |              |            |            |            |  |  |          |       |
| Ред Булл            | 2           | 2           | 4           |  |           |                         |            |            |            |  |  |                    |            |            |            |  |  |              |            |            |            |  |  | Марсель  | 0     |
| Лудогорець          | 0           | 0           | 0           |  |           |                         |            |            |            |  |  |                    |            |            |            |  |  |              |            |            |            |  |  | Атлетіко | 3     |
| Мілан               | 3           | 1           | 4           |  |           | Мілан                   | 0          | 1          | 1          |  |  |                    |            |            |            |  |  |              |            |            |            |  |  |          |       |
| Естерсунд           | 0           | 2           | 2           |  | Арсенал   | 2                       | 3          | 5          |            |  |  |                    |            |            |            |  |  |              |            |            |            |  |  |          |       |
| Арсенал             | 3           | 1           | 4           |  |           |                         |            |            |            |  |  | Арсенал            | 4          | 2          | 6          |  |  |              |            |            |            |  |  |          |       |
| Црвена Звезда       | 0           | 0           | 0           |  |           |                         |            |            |            |  |  | ЦСКА               | 1          | 2          | 3          |  |  |              |            |            |            |  |  |          |       |
| ЦСКА                | 0           | 1           | 1           |  |           | ЦСКА                    | 0          | 3          | 3          |  |  |                    |            |            |            |  |  |              |            |            |            |  |  |          |       |
| Ліон                | 3           | 1           | 4           |  | Ліон      | 1                       | 2          | 3          |            |  |  |                    |            |            |            |  |  |              |            |            |            |  |  |          |       |
| Вільярреал          | 1           | 0           | 1           |  |           |                         |            |            |            |  |  |                    |            |            |            |  |  | Арсенал      | 1          | 0          | 1          |  |  |          |       |
| Копенгаген          | 1           | 0           | 1           |  |           |                         |            |            |            |  |  |                    |            |            |            |  |  | Атлетіко     | 1          | 1          | 2          |  |  |          |       |
| Атлетіко            | 4           | 1           | 5           |  |           | Атлетіко                | 3          | 5          | 8          |  |  |                    |            |            |            |  |  |              |            |            |            |  |  |          |       |
| Ніцца               | 2           | 0           | 2           |  | Локомотив | 0                       | 1          | 1          |            |  |  |                    |            |            |            |  |  |              |            |            |            |  |  |          |       |
| Локомотив           | 3           | 1           | 4           |  |           |                         |            |            |            |  |  | Атлетіко           | 2          | 0          | 2          |  |  |              |            |            |            |  |  |          |       |
| Астана              | 1           | 3           | 4           |  |           |                         |            |            |            |  |  | Спортінг (Лісабон) | 0          | 1          | 1          |  |  |              |            |            |            |  |  |          |       |
| Спортінг (Лісабон)  | 3           | 3           | 6           |  |           | Спортінг (Лісабон) (дч) | 2          | 1          | 3          |  |  |                    |            |            |            |  |  |              |            |            |            |  |  |          |       |
| Партизан            | 1           | 0           | 1           |  | Вікторія  | 0                       | 2          | 2          |            |  |  |                    |            |            |            |  |  |              |            |            |            |  |  |          |       |
| Вікторія            | 1           | 2           | 3           |  |           |                         |            |            |            |  |  |                    |            |            |            |  |  |              |            |            |            |  |  |          |       |

### 1/16 фіналу
Жеребкування відбулося 11 грудня 2017 року. Перші матчі відбулися 13 та 15 лютого, матчі-відповіді — 21 та 22 лютого 2018 року.
| Команда 1           | Заг.    | Команда 2          | 1-й матч | 2-й матч |
| ------------------- | ------- | ------------------ | -------- | -------- |
| Боруссія (Дортмунд) | 4:3     | Аталанта           | 3:2      | 1:1      |
| Ніцца               | 2:4     | Локомотив          | 2:3      | 0:1      |
| Копенгаген          | 1:5     | Атлетіко           | 1:4      | 0:1      |
| Спартак (Москва)    | 3:4     | Атлетік            | 1:3      | 2:1      |
| АЕК                 | 1:1 (ч) | Динамо             | 1:1      | 0:0      |
| Селтік              | 1:3     | Зеніт              | 1:0      | 0:3      |
| Наполі              | 3:3 (ч) | РБ Лейпциг         | 1:3      | 2:0      |
| Црвена Звезда       | 0:1     | ЦСКА               | 0:0      | 0:1      |
| Ліон                | 4:1     | Вільярреал         | 3:1      | 1:0      |
| Реал Сосьєдад       | 3:4     | Ред Булл           | 2:2      | 1:2      |
| Партизан            | 1:3     | Вікторія           | 1:1      | 0:2      |
| Стяуа               | 2:5     | Лаціо              | 1:0      | 1:5      |
| Лудогорець          | 0:4     | Мілан              | 0:3      | 0:1      |
| Астана              | 4:6     | Спортінг (Лісабон) | 1:3      | 3:3      |
| Естерсунд           | 2:4     | Арсенал            | 0:3      | 2:1      |
| Марсель             | 3:1     | Брага              | 3:0      | 0:1      |

#### Перші матчі
| 13 лютого 2018 18.00 |

| Црвена Звезда | 0:0 (0:0) | ЦСКА |
| ------------- | --------- | ---- |
|               | УЄФА      |      |

| імені Райко Митича, Белград Глядачів: 35,642 Арбітр: Павел Рачковський |

| 15 лютого 2018 17.00 |

| Астана     | 1:3 (1:0) | Спортінг (Лісабон)                          |
| ---------- | --------- | ------------------------------------------- |
| Томасов 7' | УЄФА      | 48' (пен.) Фернандеш 50' Мартінш 56' Думбія |

| Астана Арена, Астана Глядачів: 29,737 Арбітр: Рудді Буке |

| 15 лютого 2018 19.00 |

| Боруссія (Дортмунд)           | 3:2 (1:0) | Аталанта        |
| ----------------------------- | --------- | --------------- |
| Шюррле 30' Батшуаї 65', 90+1' | УЄФА      | 51', 56' Іличич |

| Зігналь Ідуна Парк, Дортмунд Глядачів: 62,500 Арбітр: Даніель Стефаньський |

| 15 лютого 2018 19.00 |

| Ніцца                    | 2:3 (2:1) | Локомотив                      |
| ------------------------ | --------- | ------------------------------ |
| Балотеллі 4', 28' (пен.) | УЄФА      | 45' (пен.), 69', 77' Фернандеш |

| Альянц Рив'єра, Ніцца Глядачів: 16,918 Арбітр: Іштван Ковач |

| 15 лютого 2018 19.00 |

| Спартак (Москва) | 1:3 (0:3) | Атлетік                              |
| ---------------- | --------- | ------------------------------------ |
| Луїс Адріану 60' | УЄФА      | 22', 39' Адуріс 45+1' (авт.) Кутєпов |

| Відкриття-Арена, Москва Глядачів: 43,145 Арбітр: Бенуа Бастьєн |

| 15 лютого 2018 19.00 |

| Реал Сосьєдад            | 2:2 (0:1) | Ред Булл                            |
| ------------------------ | --------- | ----------------------------------- |
| Одріосола 57' Янузай 80' | УЄФА      | 27' (авт.) Оярсабаль 90+4' Мінаміно |

| Аноета, Сан-Себастьян Глядачів: 19,790 Арбітр: Боббі Медден |

| 15 лютого 2018 19.00 |

| Лудогорець | 0:3 (0:1) | Мілан                                        |
| ---------- | --------- | -------------------------------------------- |
|            | УЄФА      | 45' Кутроне 64' (пен.) Родрігес 90+2' Боріні |

| Лудогорець Арена, Разград Глядачів: 7,887 Арбітр: Милорад Мажич |

| 15 лютого 2018 19.00 |

| Естерсунд | 0:3 (0:2) | Арсенал                                        |
| --------- | --------- | ---------------------------------------------- |
|           | УЄФА      | 13' Монреаль 24' (авт.) Папаяннопулос 58' Езіл |

| Ємткрафт Арена, Естерсунд Глядачів: 7,665 Арбітр: Давід Фернандес Борбалан |

| 15 лютого 2018 19.00 |

| Марсель                  | 3:0 (1:0) | Брага |
| ------------------------ | --------- | ----- |
| Жермен 4', 69' Товен 74' | УЄФА      |       |

| Велодром, Марсель Глядачів: 21,731 Арбітр: Сердар Гезюбююк |

| 15 лютого 2018 21.05 |

| Копенгаген | 1:4 (1:2) | Атлетіко                                      |
| ---------- | --------- | --------------------------------------------- |
| Фішер 15'  | УЄФА      | 21' Сауль 37' Гамейро 71' Грізманн 77' Вітоло |

| Паркен, Копенгаген Глядачів: 34,912 Арбітр: Олексій Кульбаков |

| 15 лютого 2018 21.05 |

| АЕК           | 1:1 (0:1) | Динамо       |
| ------------- | --------- | ------------ |
| Айдаревіч 80' | УЄФА      | 19' Циганков |

| Олімпійський, Афіни Глядачів: 30,518 Арбітр: Карлос дель Серро Гранде |

| 15 лютого 2018 21.05 |

| Селтік        | 1:0 (0:0) | Зеніт |
| ------------- | --------- | ----- |
| Макгрегор 78' | УЄФА      |       |

| Селтік Парк, Глазго Глядачів: 56,743 Арбітр: Дамир Скомина |

| 15 лютого 2018 21.05 |

| Наполі   | 1:3 (0:0) | РБ Лейпциг                  |
| -------- | --------- | --------------------------- |
| Унас 52' | УЄФА      | 61', 90+3' Вернер 74' Брума |

| Сан-Паоло, Неаполь Глядачів: 14,554 Арбітр: Артур Соареш Діаш |

| 15 лютого 2018 21.05 |

| Ліон                             | 3:1 (1:0) | Вільярреал   |
| -------------------------------- | --------- | ------------ |
| Ндомбеле 46' Фекір 49' Депай 82' | УЄФА      | 63' Форнальс |

| Парк Олімпік Ліон, Ліон Глядачів: 46,846 Арбітр: Віктор Кашшаї |

| 15 лютого 2018 21.05 |

| Партизан    | 1:1 (0:0) | Вікторія    |
| ----------- | --------- | ----------- |
| Тавамба 58' | УЄФА      | 81' Ржезник |

| Стадіон Партизана, Белград Глядачів: 17,165 Арбітр: Анастасіос Сідіропулос |

| 15 лютого 2018 21.05 |

| Стяуа      | 1:0 (1:0) | Лаціо |
| ---------- | --------- | ----- |
| Гноере 29' | УЄФА      |       |

| Національний стадіон, Бухарест Глядачів: 33,455 Арбітр: Деніц Айтекін |

#### Матчі-відповіді
| 21 лютого 2018 18.00 |

| ЦСКА          | 1:0 (1:0) | Црвена Звезда |
| ------------- | --------- | ------------- |
| Дзагоєв 45+1' | УЄФА      |               |

| ЗЕБ Арена, Москва Глядачів: 18,753 Арбітр: Жорже Соуза |

| 22 лютого 2018 17.00 |

| Локомотив   | 1:0 (1:0) | Ніцца |
| ----------- | --------- | ----- |
| Денисов 30' | УЄФА      |       |

| РЖД Арена, Москва Глядачів: 18,104 Арбітр: Павел Краловець |

| 22 лютого 2018 19.00 |

| Атлетіко   | 1:0 (1:0) | Копенгаген |
| ---------- | --------- | ---------- |
| Гамейро 7' | УЄФА      |            |

| Ванда Метрополітано, Мадрид Глядачів: 44,035 Арбітр: Гедимінас Мажейка |

| 22 лютого 2018 19.00 |

| Динамо | 0:0 (0:0) | АЕК |
| ------ | --------- | --- |
|        | УЄФА      |     |

| НСК «Олімпійський», Київ Глядачів: 27,024 Арбітр: Матей Юг |

| 22 лютого 2018 19.00 |

| Зеніт                              | 3:0 (2:0) | Селтік |
| ---------------------------------- | --------- | ------ |
| Іванович 8' Кузяєв 27' Кокорін 61' | УЄФА      |        |

| Крестовський, Санкт-Петербург Глядачів: 50,492 Арбітр: Антоніо Матео Лаос |

| 22 лютого 2018 19.00 |

| РБ Лейпциг | 0:2 (0:1) | Наполі                     |
| ---------- | --------- | -------------------------- |
|            | УЄФА      | 33' Зелінський 86' Інсіньє |

| Ред Булл Арена, Лейпциг Глядачів: 36,163 Арбітр: Ентоні Тейлор |

| 22 лютого 2018 19.00 |

| Вільярреал | 0:1 (0:0) | Ліон          |
| ---------- | --------- | ------------- |
|            | УЄФА      | 85' Б. Траоре |

| Естадіо де ла Кераміка, Віла-Реал Глядачів: 17,028 Арбітр: Лука Банті |

| 22 лютого 2018 19.00 |

| Вікторія                  | 2:0 (0:0) | Партизан |
| ------------------------- | --------- | -------- |
| Крменчик 67' Чермак 90+4' | УЄФА      |          |

| Дусан Арена, Плзень Глядачів: 10,185 Арбітр: Якоб Кехлет |

| 22 лютого 2018 19.00 |

| Лаціо                                         | 5:1 (3:0) | Стяуа      |
| --------------------------------------------- | --------- | ---------- |
| Іммобіле 7', 42', 71' Баштуш 35' Андерсон 51' | УЄФА      | 82' Гноере |

| Олімпійський, Рим Глядачів: 27,597 Арбітр: Славко Винчич |

| 22 лютого 2018 19.00 |

| Спортінг (Лісабон)         | 3:3 (1:1) | Астана                              |
| -------------------------- | --------- | ----------------------------------- |
| Дост 3' Фернандеш 53', 63' | УЄФА      | 37' Томасов 80' Твумасі 90+5' Шомко |

| Жозе Алваладе, Лісабон Глядачів: 30,456 Арбітр: Тамаш Богнар |

| 22 лютого 2018 21.05 |

| Аталанта  | 1:1 (1:0) | Боруссія (Дортмунд) |
| --------- | --------- | ------------------- |
| Толой 11' | УЄФА      | 83' Шмельцер        |

| Мапеі-Чітта дель Тріколоре, Реджо-нель-Емілія Глядачів: 17,492 Арбітр: Хесус Хіль Мансано |

| 22 лютого 2018 21.05 |

| Атлетік    | 1:2 (0:1) | Спартак (Москва)                |
| ---------- | --------- | ------------------------------- |
| Ечеїта 57' | УЄФА      | 44' Луїс Адріану 85' Мельгарехо |

| Сан-Мамес, Більбао Глядачів: 36,873 Арбітр: Тобіас Штілер |

| 22 лютого 2018 21.05 |

| Ред Булл                    | 2:1 (1:1) | Реал Сосьєдад |
| --------------------------- | --------- | ------------- |
| Дабур 10' Беріша 74' (пен.) | УЄФА      | 28' Навас     |

| Ред Булл Арена, Вальс-Зіценгайм Глядачів: 13,912 Арбітр: Сергій Карасьов |

| 22 лютого 2018 21.05 |

| Мілан      | 1:0 (1:0) | Лудогорець |
| ---------- | --------- | ---------- |
| Боріні 21' | УЄФА      |            |

| Сан-Сіро, Мілан Глядачів: 17,453 Арбітр: Альберто Ундіано Мальєнко |

| 22 лютого 2018 21.05 |

| Арсенал        | 1:2 (0:2) | Естерсунд        |
| -------------- | --------- | ---------------- |
| Колашинаць 47' | УЄФА      | 22' Аєш 23' Сема |

| Емірейтс, Лондон Глядачів: 58,405 Арбітр: Іван Кружляк |

| 22 лютого 2018 21.05 |

| Брага    | 1:0 (1:0) | Марсель |
| -------- | --------- | ------- |
| Орта 31' | УЄФА      |         |

| Муніципальний стадіон, Брага Глядачів: 9,016 Арбітр: Свен Оддвар Моен |

### 1/8 фіналу

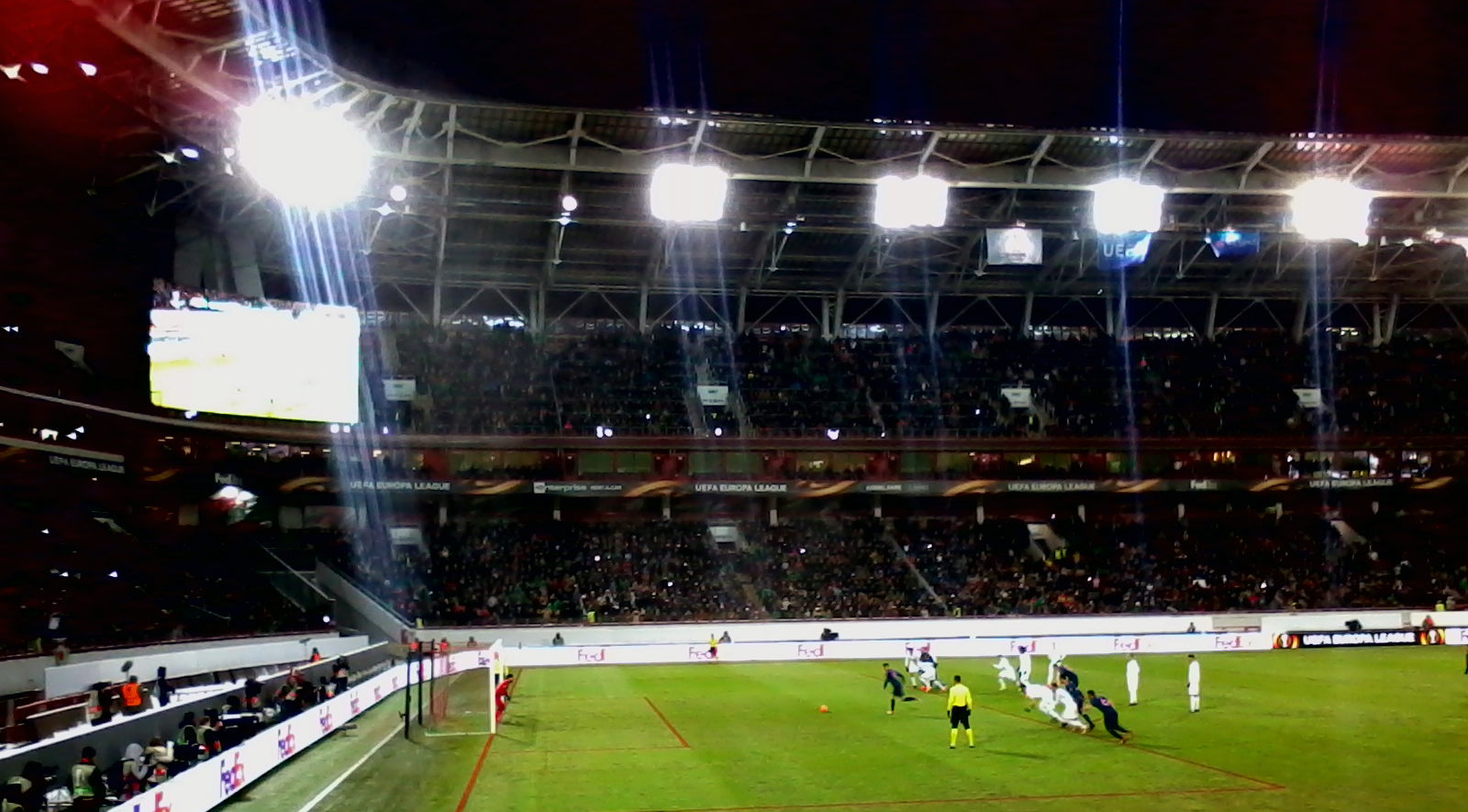
Фернандо Торрес забиває гол з пенальті у матчі проти московського «Локомотива»

Жеребкування відбулося 23 лютого 2018 року. Перші матчі відбудуться 8 березня, матчі-відповіді — 15 березня 2018 року.
| Команда 1           | Заг.    | Команда 2 | 1-й матч | 2-й матч |
| ------------------- | ------- | --------- | -------- | -------- |
| Лаціо               | 4:2     | Динамо    | 2:2      | 2:0      |
| РБ Лейпциг          | 3:2     | Зеніт     | 2:1      | 1:1      |
| Атлетіко            | 8:1     | Локомотив | 3:0      | 5:1      |
| ЦСКА                | 3:3 (ч) | Ліон      | 0:1      | 3:2      |
| Марсель             | 5:2     | Атлетік   | 3:1      | 2:1      |
| Спортінг (Лісабон)  | 3:2     | Вікторія  | 2:0      | 1:2 (дч) |
| Боруссія (Дортмунд) | 1:2     | Ред Булл  | 1:2      | 0:0      |
| Мілан               | 1:5     | Арсенал   | 0:2      | 1:3      |

#### Перші матчі
| 8 березня 2018 19.00 |

| Мілан | 0:2 (0:2) | Арсенал                  |
| ----- | --------- | ------------------------ |
|       | УЄФА      | 15' Мхітарян 45+4' Ремзі |

| Сан-Сіро, Мілан Глядачів: 72,821 Арбітр: Клеман Тюрпен |

| 8 березня 2018 19.00 |

| Боруссія (Дортмунд) | 1:2 (0:0) | Ред Булл               |
| ------------------- | --------- | ---------------------- |
| Шюррле 62'          | УЄФА      | 49' (пен.), 56' Беріша |

| Зігналь Ідуна Парк, Дортмунд Глядачів: 53,700 Арбітр: Славко Винчич |

| 8 березня 2018 19.00 |

| ЦСКА | 0:1 (0:0) | Ліон        |
| ---- | --------- | ----------- |
|      | УЄФА      | 68' Марсело |

| ЗЕБ Арена, Москва Глядачів: 13,990 Арбітр: Антоніо Матео Лаос |

| 8 березня 2018 19.00 |

| Атлетіко                      | 3:0 (1:0) | Локомотив |
| ----------------------------- | --------- | --------- |
| Ньїгес 22' Коста 47' Коке 90' | УЄФА      |           |

| Ванда Метрополітано, Мадрид Глядачів: 40,767 Арбітр: Якоб Кехлет |

| 8 березня 2018 21.05 |

| Спортінг (Лісабон) | 2:0 (1:0) | Вікторія |
| ------------------ | --------- | -------- |
| Монтеро 45+1', 49' | УЄФА      |          |

| Жозе Алваладе, Лісабон Глядачів: 26,090 Арбітр: Олексій Кульбаков |

| 8 березня 2018 21.05 |

| Марсель                  | 3:1 (2:1) | Атлетік             |
| ------------------------ | --------- | ------------------- |
| Окампос 1', 57' Паєт 14' | УЄФА      | 45+2' (пен.) Адуріс |

| Велодром, Марсель Глядачів: 37,657 Арбітр: Жорже Соуза |

| 8 березня 2018 21.05 |

| РБ Лейпциг           | 2:1 (0:0) | Зеніт       |
| -------------------- | --------- | ----------- |
| Брума 56' Вернер 77' | УЄФА      | 85' Крішито |

| Ред Булл Арена, Лейпциг Глядачів: 19,877 Арбітр: Овідіу Гацеган |

| 8 березня 2018 21.05 |

| Лаціо                     | 2:2 (0:0) | Динамо                  |
| ------------------------- | --------- | ----------------------- |
| Іммобіле 54' Андерсон 62' | УЄФА      | 52' Циганков 79' Мораес |

| Олімпійський, Рим Глядачів: 21,562 Арбітр: Іван Кружляк |

#### Матчі-відповіді
| 15 березня 2018 17.00 |

| Локомотив | 1:5 (1:1) | Атлетіко                                                 |
| --------- | --------- | -------------------------------------------------------- |
| Рибус 20' | УЄФА      | 16' Корреа 47' Сауль 65' (пен.), 70' Торрес 85' Грізманн |

| РЖД Арена, Москва Глядачів: 22,041 Арбітр: Артур Соареш Діаш |

| 15 березня 2018 19.00 |

| Зеніт        | 1:1 (1:1) | РБ Лейпциг  |
| ------------ | --------- | ----------- |
| Дріуссі 45+1 | УЄФА      | 22' Огюстен |

| Крестовський, Санкт-Петербург Глядачів: 44,092 Арбітр: Даніеле Орсато |

| 15 березня 2018 19.00 |

| Динамо (Київ) | 0:2 (0:1) | Лаціо                 |
| ------------- | --------- | --------------------- |
|               | УЄФА      | 23' Лейва 83' де Врей |

| НСК «Олімпійський», Київ Глядачів: 52,639 Арбітр: Хесус Хіль Мансано |

| 15 березня 2018 19.00 |

| Атлетік     | 1:2 (0:1) | Марсель                     |
| ----------- | --------- | --------------------------- |
| Вільямс 74' | УЄФА      | 38' (пен.) Паєт 52' Окампос |

| Сан-Мамес, Більбао Глядачів: 40,580 Арбітр: Ентоні Тейлор |

| 15 березня 2018 19.00 |

| Вікторія      | 2:1 (1:0) | Спортінг (Лісабон) |
| ------------- | --------- | ------------------ |
| Бакош 6', 64' |           | 105+2' Батталья    |

| Дусан Арена, Плзень Глядачів: 9,370 Арбітр: Тобіас Штілер |

| 15 березня 2018 21.05 |

| Арсенал                          | 3:1 (1:1) | Мілан          |
| -------------------------------- | --------- | -------------- |
| Велбек 39' (пен.), 86' Джака 71' | УЄФА      | 35' Чалханоглу |

| Емірейтс, Лондон Глядачів: 58,973 Арбітр: Юнас Ерікссон |

| 15 березня 2018 21.05 |

| Ліон               | 2:3 (0:1) | ЦСКА                              |
| ------------------ | --------- | --------------------------------- |
| Корне 58' Діас 71' | УЄФА      | 39' Головін 60' Муса 65' Вернблум |

| Парк Олімпік Ліон, Ліон Глядачів: 38,622 Арбітр: Боббі Медден |

| 15 березня 2018 21.05 |

| Ред Булл | 0:0 (0:0) | Боруссія (Дортмунд) |
| -------- | --------- | ------------------- |
|          | УЄФА      |                     |

| Ред Булл Арена, Вальс-Зіценгайм Глядачів: 29,520 Арбітр: Бенуа Бастьєн |

### 1/4 фіналу

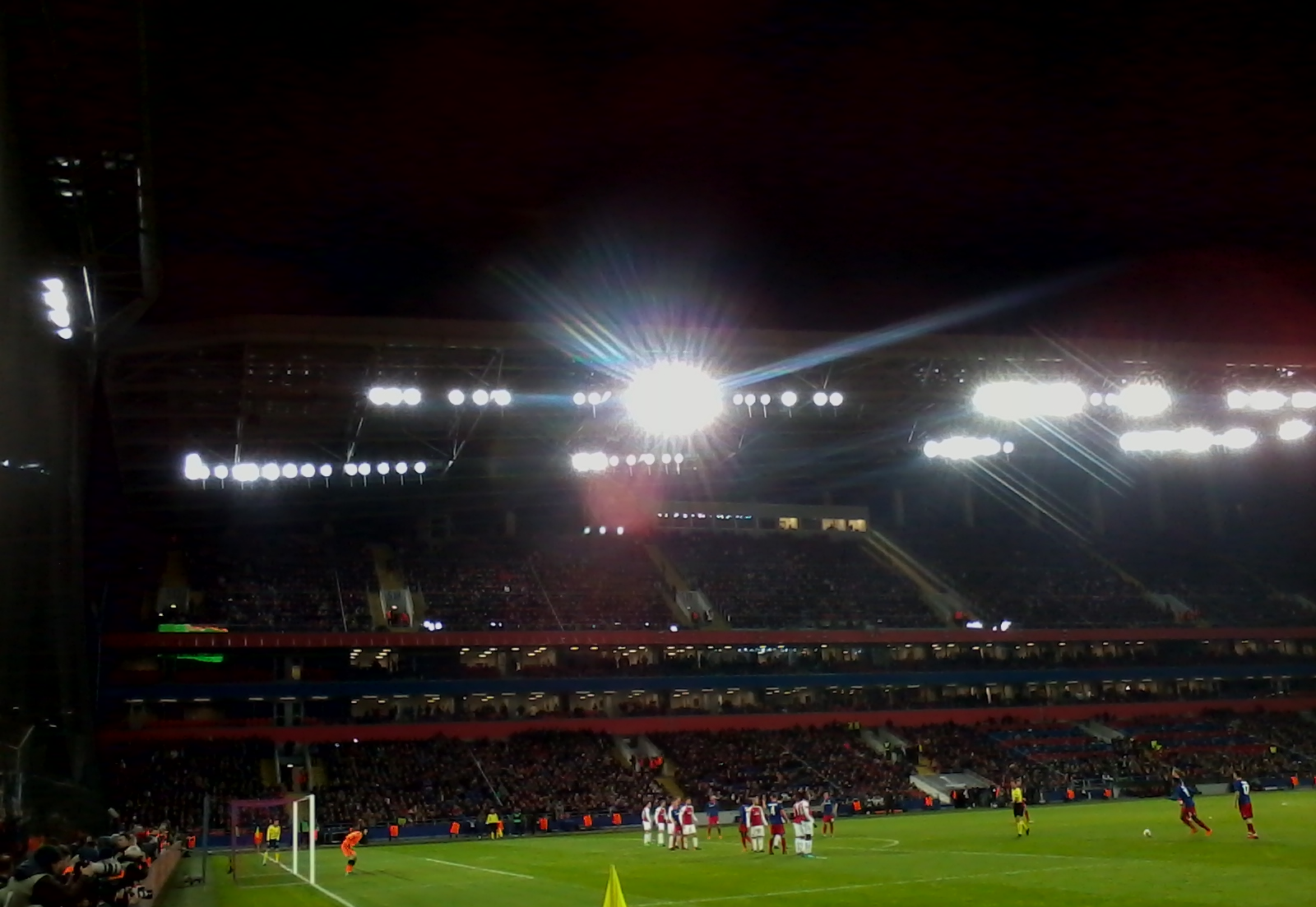
Штрафний удар в ворота Петра Чеха в матчі ЦСКА — «Арсенал»

Жеребкування відбулося 16 березня 2018 року. Перші матчі відбулися 5 квітня, матчі-відповіді — 12 квітня 2018 року.
| Команда 1  | Заг. | Команда 2          | 1-й матч | 2-й матч |
| ---------- | ---- | ------------------ | -------- | -------- |
| РБ Лейпциг | 3:5  | Марсель            | 1:0      | 2:5      |
| Арсенал    | 6:3  | ЦСКА               | 4:1      | 2:2      |
| Атлетіко   | 2:1  | Спортінг (Лісабон) | 2:0      | 0:1      |
| Лаціо      | 5:6  | Ред Булл           | 4:2      | 1:4      |

#### Перші матчі
| 5 квітня 2018 21.05 |

| РБ Лейпциг   | 1:0  | Марсель |
| ------------ | ---- | ------- |
| Вернер 45+1' | УЄФА |         |

| Ред Булл Арена, Лейпциг Глядачів: 34,043 Арбітр: Альберто Ундіано Мальєнко |

| 5 квітня 2018 21.05 |

| Арсенал                           | 4:1  | ЦСКА        |
| --------------------------------- | ---- | ----------- |
| Ремзі 9', 28' Ляказетт 23' (пен.) | УЄФА | 15' Головін |

| Емірейтс, Лондон Глядачів: 58,285 Арбітр: Павел Краловець |

| 5 квітня 2018 21.05 |

| Атлетіко             | 2:0  | Спортінг (Лісабон) |
| -------------------- | ---- | ------------------ |
| Коке 1' Грізманн 40' | УЄФА |                    |

| Ванда Метрополітано, Мадрид Глядачів: 53,301 Арбітр: Сергій Карасьов |

| 8 березня 2018 21.05 |

| Лаціо                                                | 4:2 (1:1) | Ред Булл                       |
| ---------------------------------------------------- | --------- | ------------------------------ |
| Лулич 8' Пароло 49' Феліпе Андерсон 74' Іммобіле 76' | УЄФА      | 30' (пен.) Беріша 71' Мінаміно |

| Олімпійський, Рим Глядачів: 42,538 Арбітр: Овідіу Гацеган |

#### Матчі-відповіді
| 12 квітня 2018 21.05 |

| Марсель                                                    | 5:2 (3:2) | РБ Лейпциг           |
| ---------------------------------------------------------- | --------- | -------------------- |
| Ільзанкер 6' (авт.) Сарр 9' Товен 38' Паєт 60' Сакаї 90+4' | УЄФА      | 2' Брума 50' Огюстен |

| Велодром, Марсель Глядачів: 61,882 Арбітр: Бйорн Кейперс |

| 12 квітня 2018 21.05 |

| ЦСКА                   | 2:2 (1:0) | Арсенал                |
| ---------------------- | --------- | ---------------------- |
| Чалов 39' Набабкін 50' | УЄФА      | 75' Велбек 90+2' Ремзі |

| ЗЕБ Арена, Москва Глядачів: 29,284 Арбітр: Фелікс Цваєр |

| 12 квітня 2018 21.05 |

| Спортінг (Лісабон) | 1:0  | Атлетіко |
| ------------------ | ---- | -------- |
| Монтеро 28'        | УЄФА |          |

| Жозе Алваладе, Лісабон Глядачів: 28,437 Арбітр: Милорад Мажич |

| 12 квітня 2018 21.05 |

| Ред Булл                                        | 4:1 (0:0) | Лаціо        |
| ----------------------------------------------- | --------- | ------------ |
| Дабур 56' Айдара 72' Хван Хі Чан 74' Лайнер 76' | УЄФА      | 55' Іммобіле |

| Ред Булл Арена, Вальс-Зіценгайм Глядачів: 29,520 Арбітр: Дамир Скомина |

### 1/2 фіналу
Жеребкування відбулося 13 квітня 2018 року. Перші матчі відбулися 26 квітня, матчі-відповіді — 3 травня 2018 року.
| Команда 1 | Заг. | Команда 2 | 1-й матч | 2-й матч |
| --------- | ---- | --------- | -------- | -------- |
| Марсель   | 3:2  | Ред Булл  | 2:0      | 1:2 (дч) |
| Арсенал   | 1:2  | Атлетіко  | 1:1      | 0:1      |

#### Перші матчі
| 26 квітня 2018 21.05 |

| Марсель             | 2:0  | Ред Булл |
| ------------------- | ---- | -------- |
| Товен 15' Н'Жьє 63' | УЄФА |          |

| Велодром, Марсель Глядачів: 62,312 Арбітр: Вільям Каллам |

| 26 квітня 2018 21.05 |

| Арсенал      | 1:1  | Атлетіко     |
| ------------ | ---- | ------------ |
| Ляказетт 61' | УЄФА | Грізманн 82' |

| Емірейтс, Лондон Глядачів: 59,066 Арбітр: Клеман Тюрпен |

#### Матчі-відповіді
| 3 травня 2018 21.05 |

| Атлетіко          | 1:0  | Арсенал |
| ----------------- | ---- | ------- |
| Дієго Коста 45+2' | УЄФА |         |

| Ванда Метрополітано, Мадрид Глядачів: 66 844 Арбітр: Джанлука Роккі |

| 3 травня 2018 21.05 |

| Ред Булл                      | 2:1 (д. ч.) | Марсель      |
| ----------------------------- | ----------- | ------------ |
| Айдара 53' Сарр 65' (автогол) | УЄФА        | Роланду 116' |

| Ред Булл Арена, Вальс-Зіценгайм Глядачів: 30 796 Арбітр: Сергій Карасьов |

### Фінал
Фінал відбувся 16 травня 2018 року на стадіоні «Парк Олімпік Ліон» в передмісті Ліона, Десін-Шарп'є.
| 16 травня 2018 20:45 CEST |

| Марсель | 0:3              | Атлетіко                   |
| ------- | ---------------- | -------------------------- |
|         | Протокол (англ.) | 21', 49' Грізманн 89' Габі |

| «Парк Олімпік Ліон», Десін-Шарп'є Глядачів: 55 768 Арбітр: Бйорн Кейперс |